# Leopold Achberger

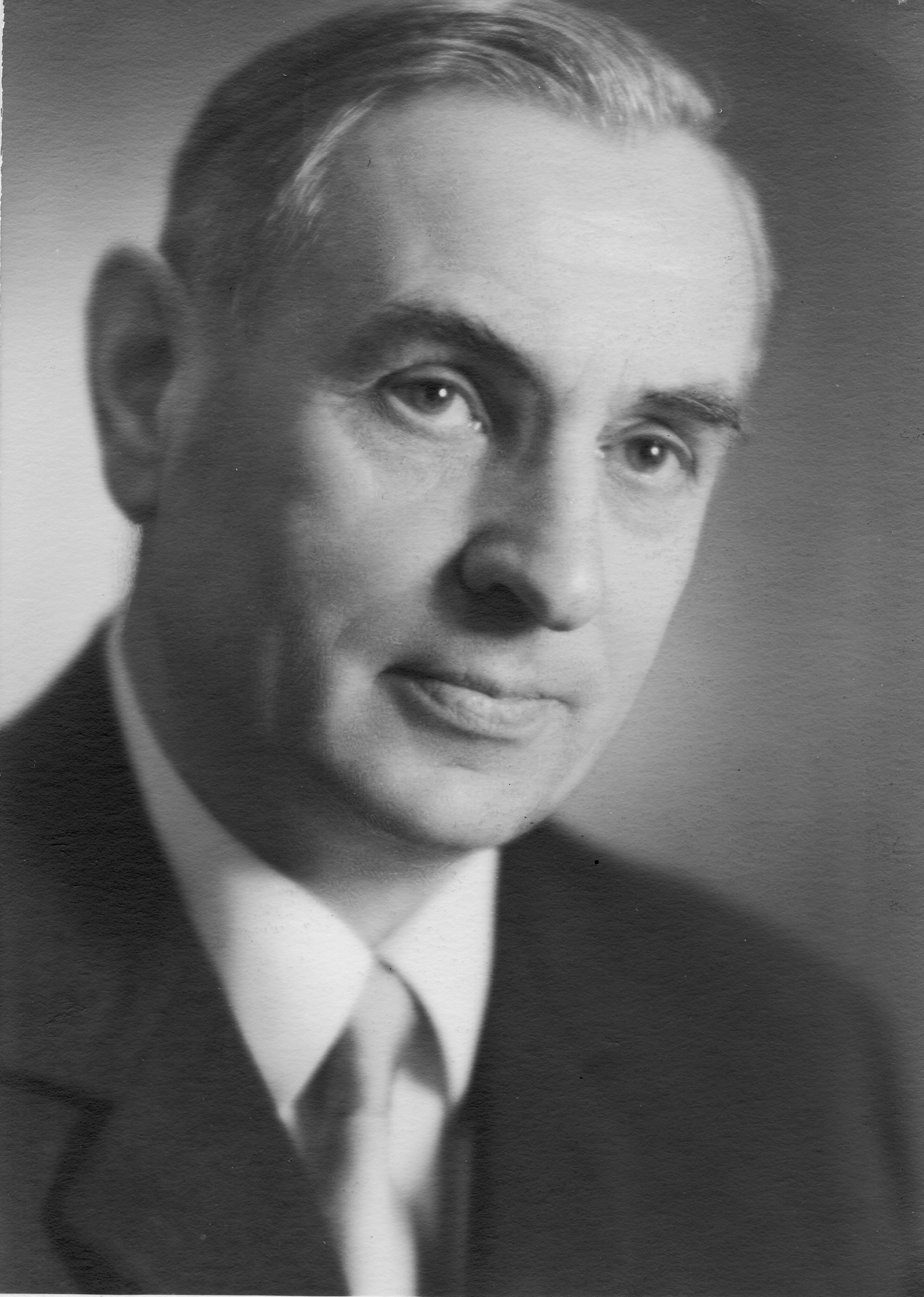
Leopold Achberger in seiner Zeit als Superintendent (um 1963)

Leopold Achberger (* 27. August 1903 in Preßburg, Österreich-Ungarn; † 3. Jänner 1994 in Graz) war ein österreichischer evangelisch-lutherischer Pfarrer. Er war von 1947 bis 1969 der erste Superintendent der Evangelischen Superintendentur A. B. Steiermark.

## Leben
Leopold Achberger wurde als Sohn einer Katholikin und eines Lutheraners in Blumenthal, einer Vorstadt von Preßburg, geboren. 1922 begann er sein Studium der Evangelischen Theologie an der Universität Wien, das er 1928 abschloss. 1930 wurde er Pfarrer in der Christuskirche in Gröbming in der Steiermark und heiratete im selben Jahr die diplomierte Kinderkrankenschwester Erika Wetjen. 
Achberger war laut eigenem Bekenntnis während des Austrofaschismus illegales Mitglied der NSDAP, allerdings konnte er nach 1938 als Pfarrer nicht regulär in die Partei aufgenommen werden und sein Aufnahmeantrag wurde abgelehnt.
Am 1. Jänner 1947 entstand die Superintendentur Steiermark als eigene Diözese, deren Pfarrgemeinden zuvor ein Seniorat der Superintendentur Wien gebildet hatten. Bereits am 28. April 1946 war Leopold Achberger, der zuvor die Amtsgeschäfte des steirischen Seniorats geführt hatte, zum ersten Superintendenten der neuen Diözese gewählt worden. Als Sitz der Diözese war Graz vorgesehen, doch konnte dem Superintendenten aus kirchenrechtlichen und organisatorischen Gründen keine Dienstwohnung in der Stadt zur Verfügung gestellt werden. So war Achberger gezwungen, am 31. Juli 1947 zunächst von seinem Amt zurückzutreten. Am 9. September 1947 rief die steirische Superintendentialversammlung den Notstand aus und verlegte den Amtssitz des Superintendenten nach Gröbming, die Heimatgemeinde Achbergers. 1948 wurde sein Sohn Friedrich Achberger geboren, der später als Literaturhistoriker und Germanist in den USA tätig war. Leopold Achberger leitete bis 1951 die Superintendentur von Gröbming aus, bis mit Hilfe des steirischen Landeshauptmanns Josef Krainer senior eine Dienstwohnung in Graz zur Verfügung gestellt werden konnte. Dort war er der Kreuzkirche als Pfarrer zugeteilt. 1952 starb Achbergers erste Ehefrau, 1954 heiratete er Elise Treczak. Kirchengeschichtlich gilt Achberger, der 1969 in Pension ging, wie sein römisch-katholischer Amtskollege Josef Schoiswohl als ein Vorreiter der Ökumene in der Steiermark.

## Schriften (Auswahl)
- Die unaufgebbaren Aufgaben unserer Kirche. Wien 1973
- Peter Rosegger und die evangelische Kirche. Wien 1978
- Festgabe für Wilhelm Kühnert. Wien 1980
- Über den Wandel im Verhältnis der römisch-katholischen und der evangelischen Kirche Österreichs seit 1938. Leipzig 1980
- Zur Geschichte des Lyceums der Evangelischen Gemeinde Augsburgischen Bekenntnisses Preßburg. Leipzig 1980
- Evangelisch in der Steiermark: Glaubenskampf – Toleranz – Brüderlichkeit. Graz 1981
- Peter Rosegger. Kassel 1984
- Liturgie der Kirche – ein gesamtkirchliches und ein ostkirchliches Geschehen. Gedanken zu einer ökumenischen Liturgik. Graz 1993 – mit Philipp Harnoncourt

## Auszeichnungen
- 1963: Großes Goldenes Ehrenzeichen für Verdienste um die Republik Österreich[4]
- Ehrenring des Landes Steiermark